# Sybra filiformis
Sybra filiformis là một loài bọ cánh cứng trong họ Cerambycidae.